# Maurice Ronet
Maurice Ronet (Nice, 13 de abril de 1927 — Paris, 14 de março de 1983) foi um ator e diretor de cinema francês.

## Biografia
Foi um dos atores favoritos dos diretores de um dos movimentos renovadores do cinema do pós-guerra, a chamada nouvelle vague, com seu tipo urbano, sofisticado, levemente entediado e - no caso de Le feu follet (br: Trinta anos esta noite, 1963) - amargurado e descrente.
Estreou no cinema logo após o fim da segunda guerra mundial, em Rendez-vous de juillet (1949). Começou a ficar conhecido do público brasileiro com uma co-produção franco-grega, dirigida por Jules Dassin, Celui qui doit mourir  (br: Aquele que deve morrer, 1957).  Estava ao lado de Jeanne Moreau em um dos filmes seminais da nouvelle vague, Ascenseur pour l'échafaud (br: Ascensor para o cadafalso, 1957), de Louis Malle.
Já era uma estrela quando filmou, no ano seguinte, ao lado de Alain Delon, o homoerótico Plein soleil (br: O sol por testemunha, 1960), de René Clément, baseado no romance The Talented Mr. Ripley, da escritora estadunidense Patricia Highsmith.
Sua interpretação mais contida é, também a mais magistral: o papel do viciado que sai do sanatório e visita cada amigo e cada canto de Paris, em busca de uma razão para continuar vivo, em Feu Follet, também dirigido por Louis Malle.